# Sampiro
Sampiro (Iglesia del Campo o Zamora, c. 956-Astorga, 1041) fue un clérigo, político e intelectual del reino de León, y uno de los primeros cronistas de nombre conocido. No está aclarado si bajo el nombre de Sampiro pueden hallarse otras personalidades coetáneas.
En la localidad leonesa de Iglesia del Campo (cerca de Cacabelos en El Bierzo, a veces confundida con Sorribas por ser en la época considerada parte de esa cercana localidad: «in terminum de Subripa quae est villa Sampiri») se conserva parte de la casa donde pudo haber nacido. Ingresó en un monasterio pero se duda si fue en el de Sahagún o en el de San Miguel de Camarzana. Ante el peligro de los ataques musulmanes huyó a Zamora y posteriormente se estableció en la corte de León.
Su Crónica de Sampiro, que continúa las de Alfonso III de Asturias, recopila los hechos que consideró más relevantes entre el año 866 y el 982, en que se interrumpe. Notario del rey Bermudo II (984–999), describe a este en términos elogiosos: 

Fue bastante prudente, confirmó las leyes dictadas por Wamba, mandó abrir y estudiar la colección canónica, amó la misericordia y el juicio y procuró reprobar el mal y escoger el bien.

Cuando el obispo Pelayo, que le guardaba bastante rencor, reanudó la recopilación cronística, sustituyó esos elogios de Sampiro por descripciones más crueles (por ejemplo, el mote de «Gotoso» con el que ha pasado a la historia). Posteriormente Sampiro ocupó los cargos de mayordomo mayor del rey Alfonso V de León (999–1028) y obispo de Astorga desde el año 1035.
| Predecesor: Pedro | Obispo de Astorga 1034-1041 | Sucesor: Pedro Gundúlfiz |